# Spoon and Rafter
Spoon and Rafter è il quarto album in studio del gruppo folk rock britannico Mojave 3, pubblicato il 22 settembre 2003 nel Regno Unito e il giorno dopo negli Stati Uniti. È stato accolto da recensioni generalmente positive, con una media di 76 su Metacritic. Le canzoni Billoddity e Bluebird of Happiness sono state inserite in due episodi della serie televisiva The O.C. (The Heartbreak e The Telenovela rispettivamente).

## Tracce
1. Bluebird of Happiness – 9:16
2. Starlite #1 – 4:56
3. Billoddity – 4:18
4. Writing to St. Peter – 5:58
5. Battle of the Broken Hearts – 6:38
6. Hard to Miss You – 2:50
7. Tinkers Blues – 5:09
8. She's All Up Above – 3:38
9. Too Many Mornings – 3:16
10. Between the Bars – 5:02